# Melitaea melicerta
Melitaea melicerta is een vlinder uit de familie Nymphalidae. De wetenschappelijke naam van de soort is voor het eerst geldig gepubliceerd in 1873 door Pfutzner.